# Straževica
Straževica (en serbe cyrillique : Стражевица) est une colline et un quartier de Belgrade, la capitale de la Serbie. Il est situé dans la municipalité urbaine de Rakovica.
Le secteur fut l'un des plus sévèrement bombardés par l'OTAN en 1999.

## Emplacement
Straževica est située dans la partie centrale de la municipalité de Rakovica, sur la colline du même nom. Le quartier n'est pas urbanisé, notamment en raison des carrières creusées dans la colline. Le quartier est entouré par ceux de Kneževac au nord, Jelezovac à l'ouest, Sunčani breg, Resnik et Kijevo au sud et Labudovo brdo à l'est.

## Complexe militaire
Un complexe militaire souterrain appelé Kneževac est situé dans la colline. Il a été bombardé en 1999 sans être endommagé. Creusé à plusieurs centaines de mètres dans le granite, il est doté de portes en acier pesant dix tonnes ; il dispose également de filtres contre les armes biologiques, chimiques ou radioactives ; le complexe abrite des ateliers, des dépôts, des quartiers de repos etc. ; une antenne radar est installée au sommet de la colline.

## Transports
La première voie du tunnel de Straževica a été creusée en janvier 2007 ; ce tunnel, long de 745 m, fait partie du futur périphérique de Belgrade (Dobanovci-Bubanj Potok).